# 発車標
発車標（はっしゃひょう）とは鉄道駅において、列車の発車時刻、行先や列車種別等の情報を示す案内表示装置の総称である。種類によっては、手書きまたは手動のものも含まれる。路線バスのバスターミナルや空港にも同様の装置が設置されている場合がある。
なお、漢字表記では「発車標」のほかに「発車票」と表記されることもある。木やプラスチックの看板を掲げる方法もあるが、現在の日本では電気を用いる何らかの表示方法が広く普及しており、それらは「電光掲示板」の呼び名が一般的である。

## 概要
旅客駅の改札口やコンコース、プラットホームに設置され、列車種別、列車名、発車時刻、行先、発車番線、停車駅等を旅客向けに案内する。また一部のものは、経由駅・路線、種別変更（高槻から快速 等）、列車の現在位置、遅れ時分、到着までの時間（遅延時）、啓発放送（禁煙・痴漢撲滅等）も表示する。
日本では発車時刻が基本情報となっているが、日本以外の地下鉄（都市鉄道）などでは発車時刻が日本ほど正確ではないため列車の現在位置や到着までの残り時間を表示するものもある。
旧来は駅員が都度手作業で取換えるサボ式（木、金属、プラスチック製板）や、行灯を用いる方式が主流であった。コンピュータ技術の発展に伴い、反転フラップ式案内表示機を経て、1990年代以降では発光ダイオード（LED）や液晶ディスプレイ（LCD）、プラズマディスプレイ（PDP）等を用いた電子デバイスが主流となっている。また、優等列車が停車する主要駅のみに設け、途中の小駅には設置していない鉄道事業者も多い。

## 発車標の種類

### サボ式
鉄道車両に掲出するサボ（行先表示板）と同じ方式で、駅員が都度手作業で取換える。現在では列車運行頻度の少ないローカル線などで使われている。上野駅では1985年（昭和60年）の東北・上越新幹線の上野延伸開業前まで、路線ごとに色分けされた種別・列車名・発車時刻等を記載した板を改札口やプラットホームの上に多数吊るしており、同駅の名物となっていた。また、豊橋駅では、飯田線で旧形国電が使われていた時代に、列車の正面に発車時間と行先の入った看板を列車発車まで掲出していた。

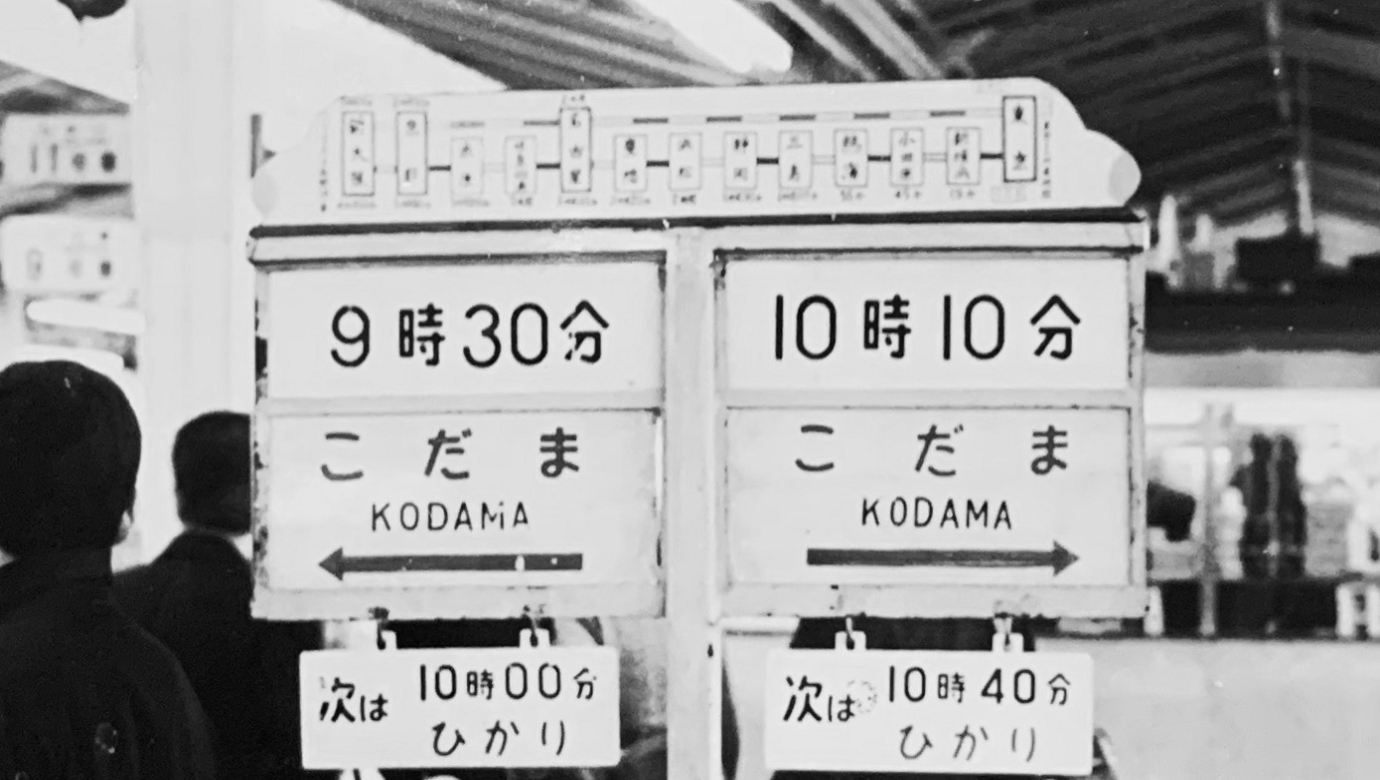
新幹線ホームのサボ式発車標 （1969年頃）
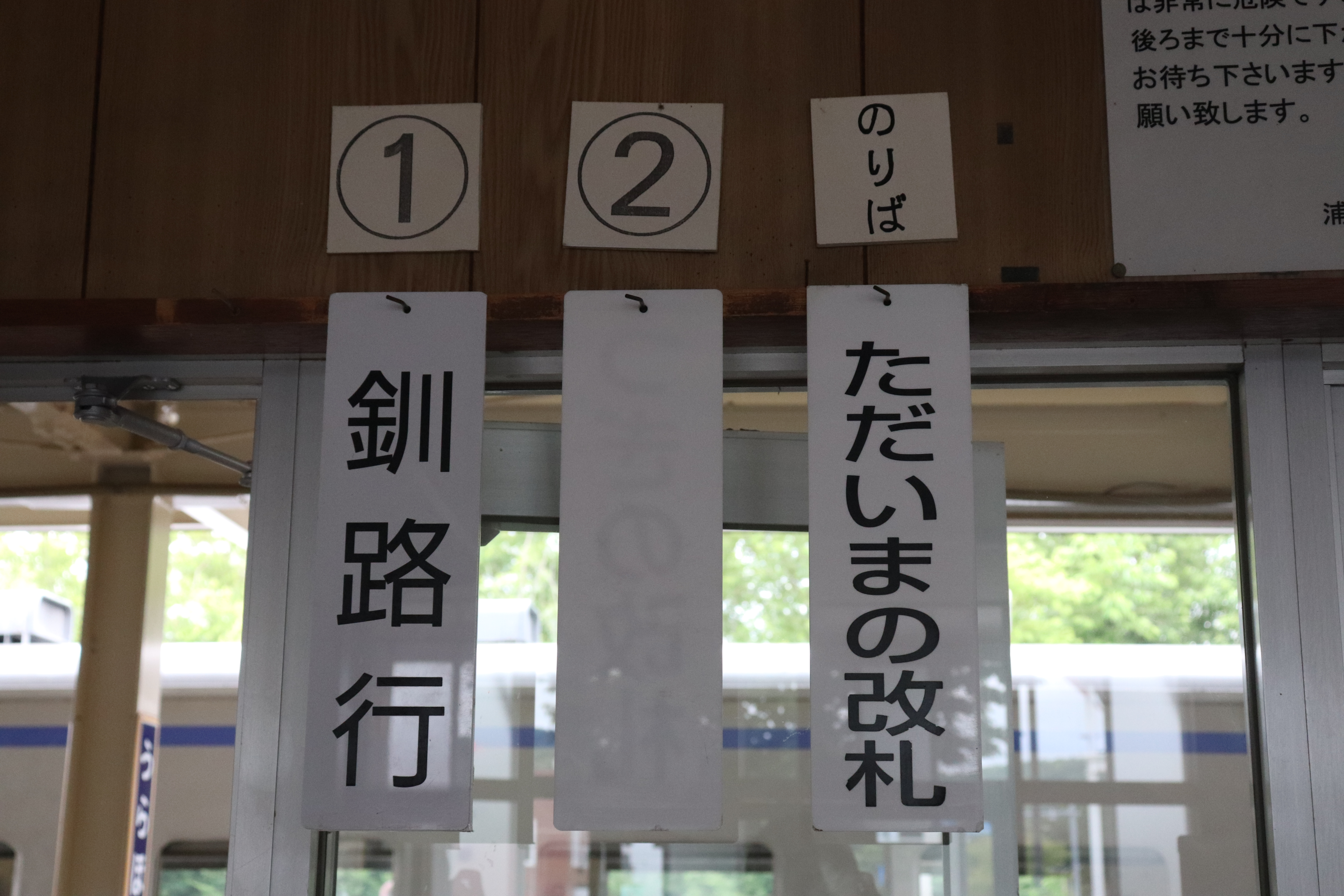
JR北海道 浦幌駅
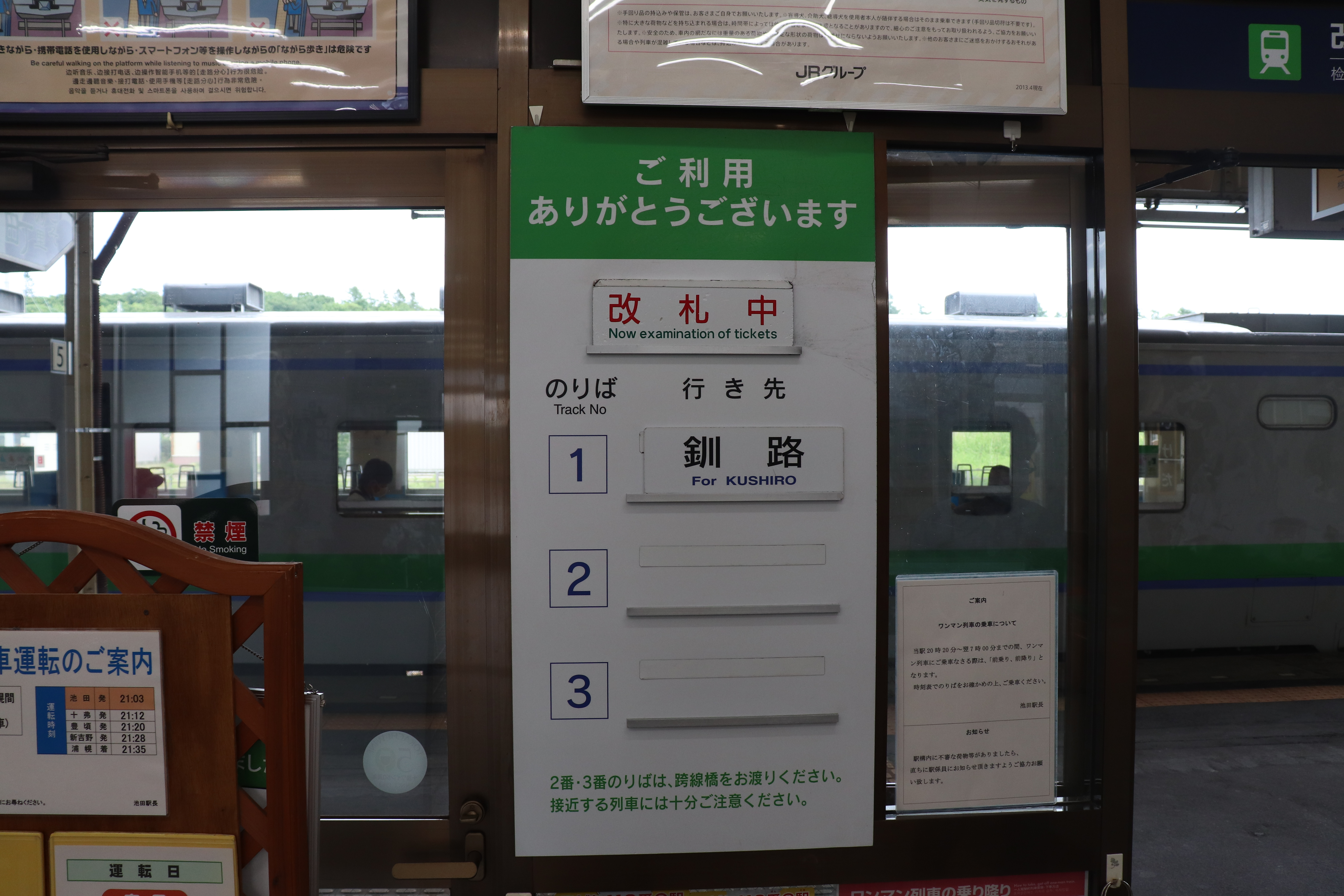
JR北海道 池田駅

### 行灯式
行灯を用いる方式。表示面のいずれかを点灯させる原始的な方式で、種別・行先・発車番線程度しか表示できない。
最も古いものでは、1949年（昭和24年）9月に、大阪市営地下鉄御堂筋線なんば駅に列車接近表示として初めて登場したものが挙げられる。大阪市営地下鉄ではそれ以後も50年余りに渡って行灯式が採用され続けたが、2007年（平成19年）1月に最後まで残っていた中央線のもの（今度の電車は○○をでました）が機器更新されて役目を終えた。
現在も各地で僅かながら現存している。

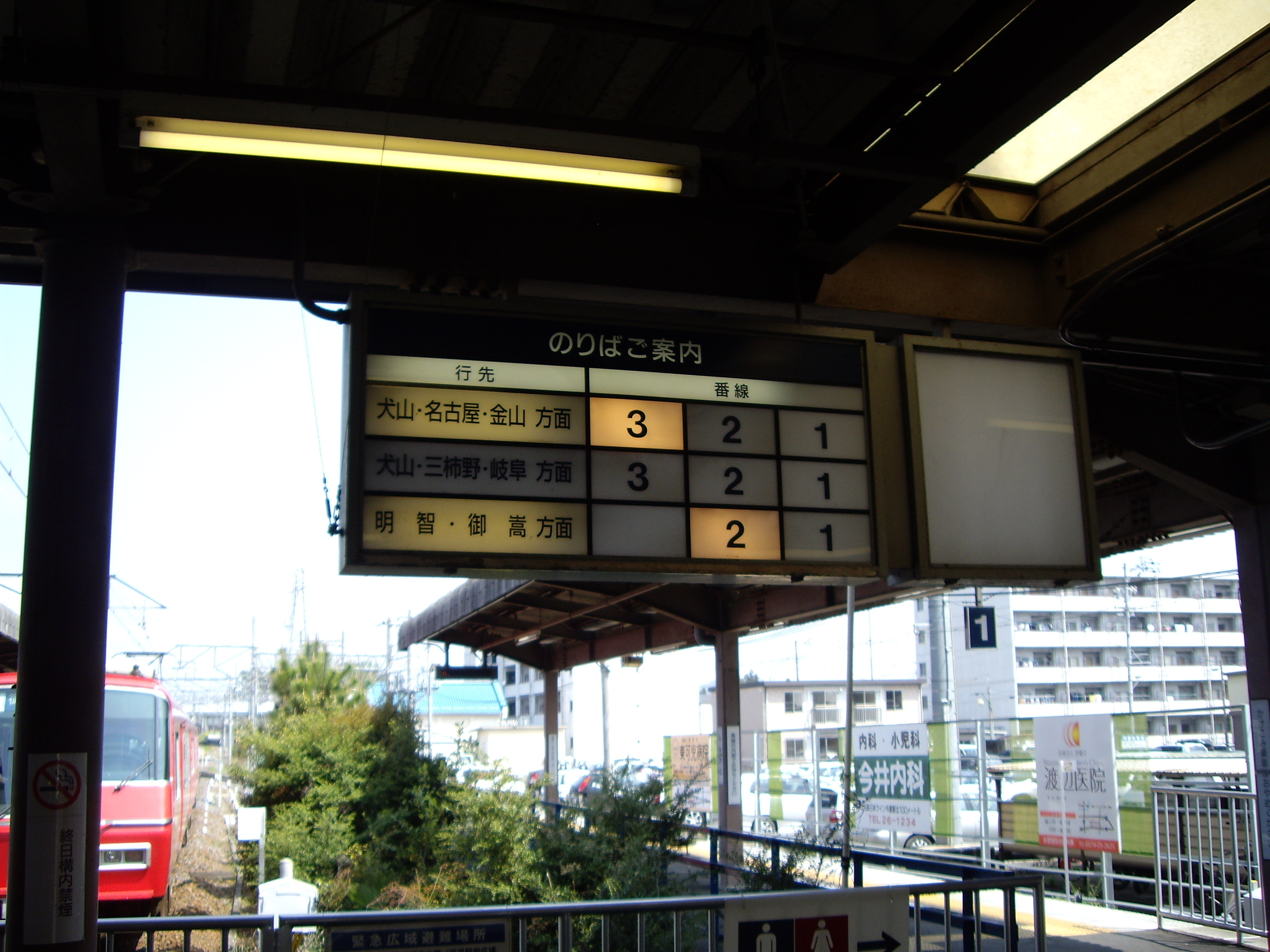
名古屋鉄道 新可児駅
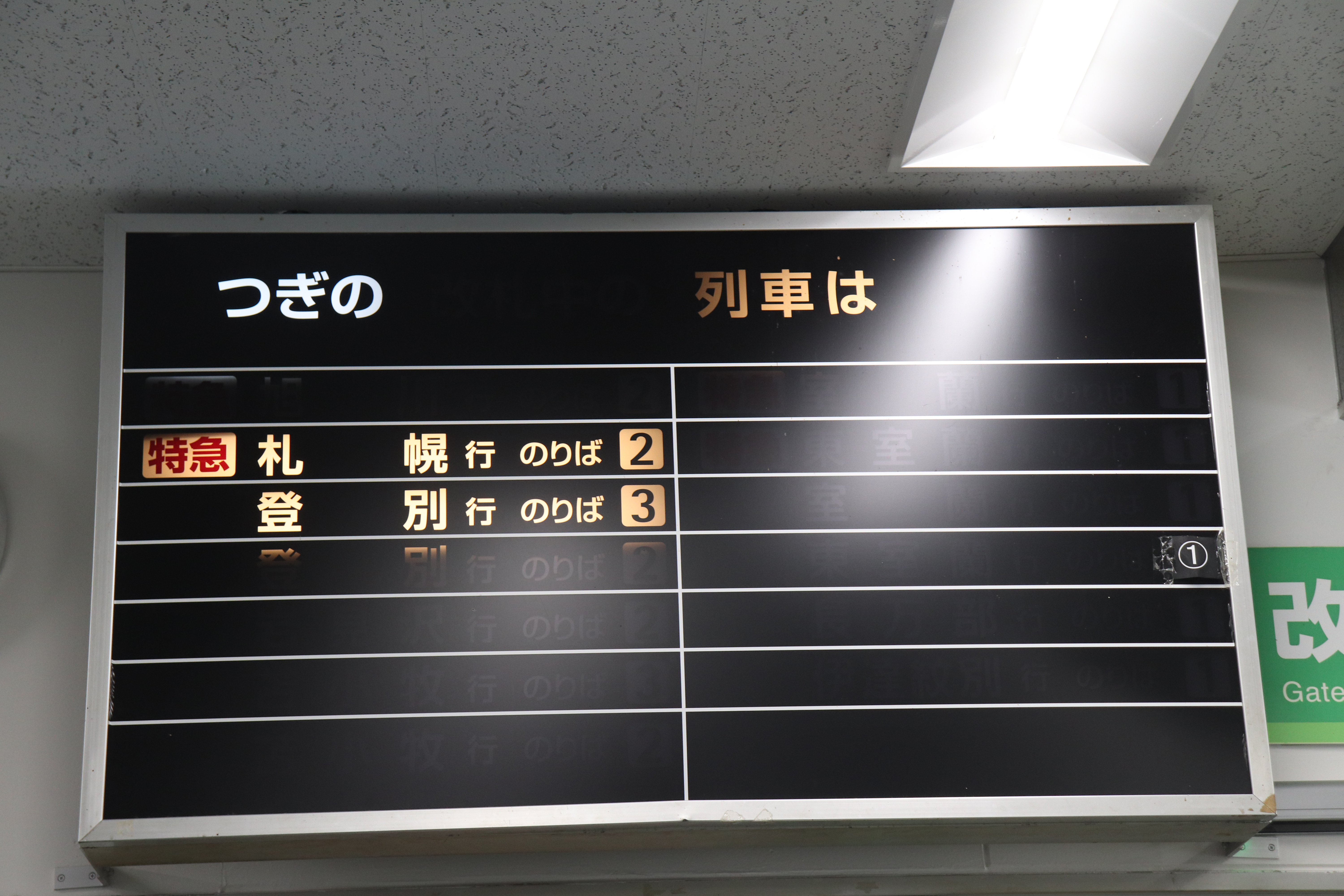
JR北海道 幌別駅

### 字幕回転式
字幕式とも称す。車両に装備されている方向幕と同じ方式で、予め印刷された表示面を回転させて表示する。これについてはLED式普及で廃止された。
東海道新幹線でも開業時から採用されていたが、山陽新幹線への直通と同時に同区間でのひかり停車駅の多様化に対応するため、1972年（昭和47年）より山陽新幹線以降で採用された反転フラップ式に順次交換され、1975年度までに全廃された。東海道新幹線の駅で最後まで字幕回転式であったのは名古屋駅であった。
なお、2007年に開業した鉄道博物館の館内に新幹線0系電車の展示スペースが2009年（平成21年）に設置された際に、開業から1975年度まで使用されていた字幕回転式の初代発車標も同時に復刻して展示されている（表示内容など細部は異なる）。

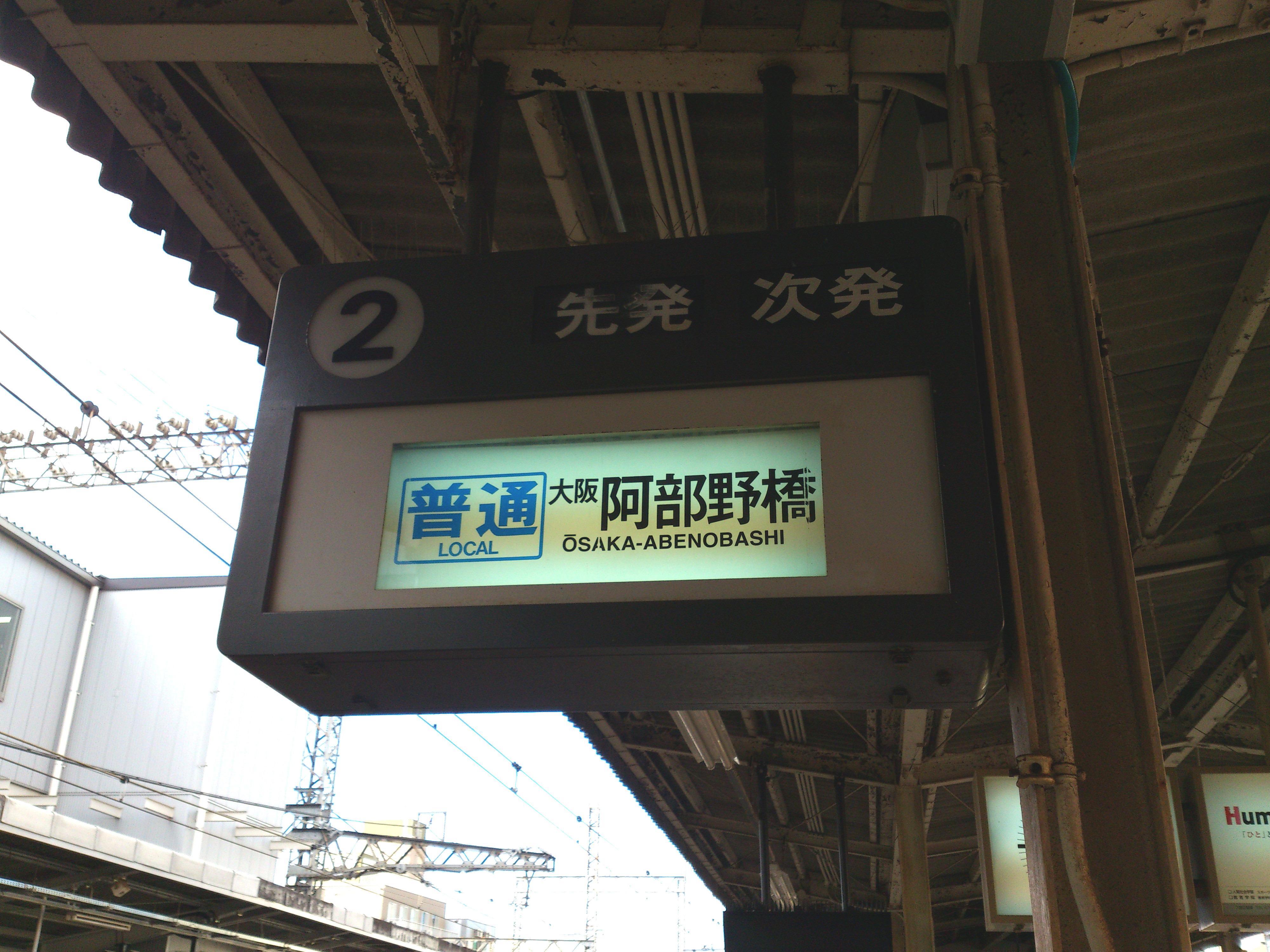
近畿日本鉄道河内長野駅

### 反転フラップ式
反転フラップ式案内表示機を用いる方式。ソラリー式・パタパタ式とも一般的には呼ばれている。
日本のテレビ番組『ザ・ベストテン』（TBS、1978年 - 1989年）で、歌手や曲名の表示にこの機構が使われていた事があるため、日本では「ベストテン式」との呼び方もある。
駅名改称や新規列車運転等があった場合に表示を書き直す必要があるが、日本国外の特にアルファベットを使用する諸国では1文字単位での表示が可能でありこれらの対応が有利なことから空港・高速鉄道等で残っている所もある。
しかしながらこれらの諸国でも老朽化等の理由で日本同様に取替が進んでおり、2019年1月にはアメリカ合衆国で中長距離旅客列車運転を行うアムトラックで最後まで残っていたフィラデルフィア30丁目駅のものが電照式の新型に代替撤去され、反転フラップ式案内表示機は最後に表示された内容を保ったままペンシルベニア鉄道博物館に移設され保存展示されることになった。
新幹線では山陽新幹線以降に採用され、1975年度までに字幕回転式だった東海道新幹線でもこれに取り替えられた。新幹線や大手私鉄等では1980年代頃までの主流であったが、1990年代以降は後述のLED式等への置換が進んでいる。
大手私鉄では、京浜急行電鉄（京急）や近畿日本鉄道（近鉄）、南海電気鉄道（南海）の駅を中心に多く見られていたが、近鉄は2000年代に入ってから（主要駅）、京急・南海については2010年代に入ってからLCD式・LED式への置換が進められている（京急は京急川崎駅で2022年2月11日の撤去を持って置き換え終了）。なお、2024年現在も近鉄は大阪線・京都線を中心に、また阪急でも一部の駅で現存している。

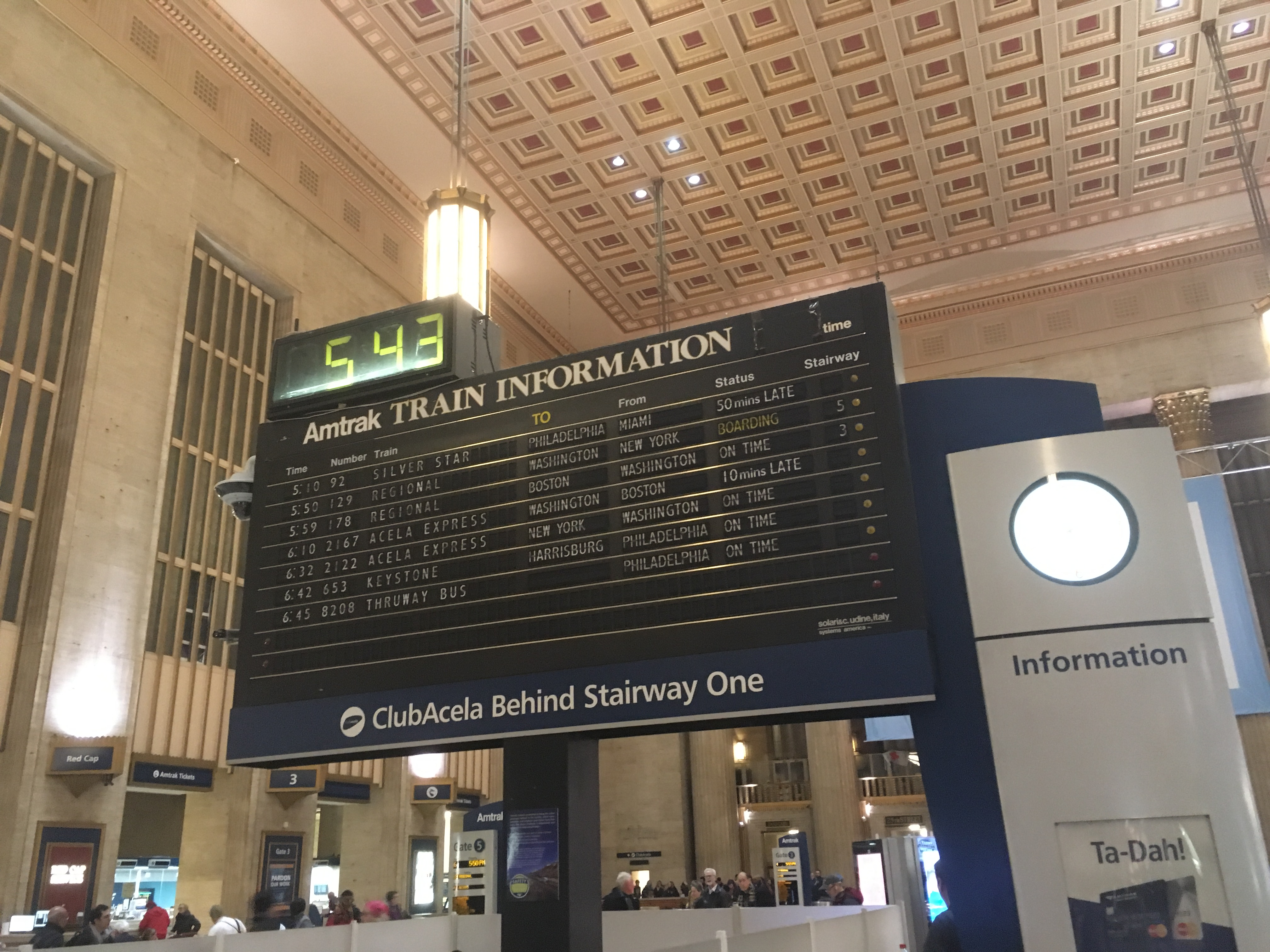
アムトラック・ニュージャージー・トランジット 30丁目駅（フィラデルフィア）
- 同左、装置の動作の様子
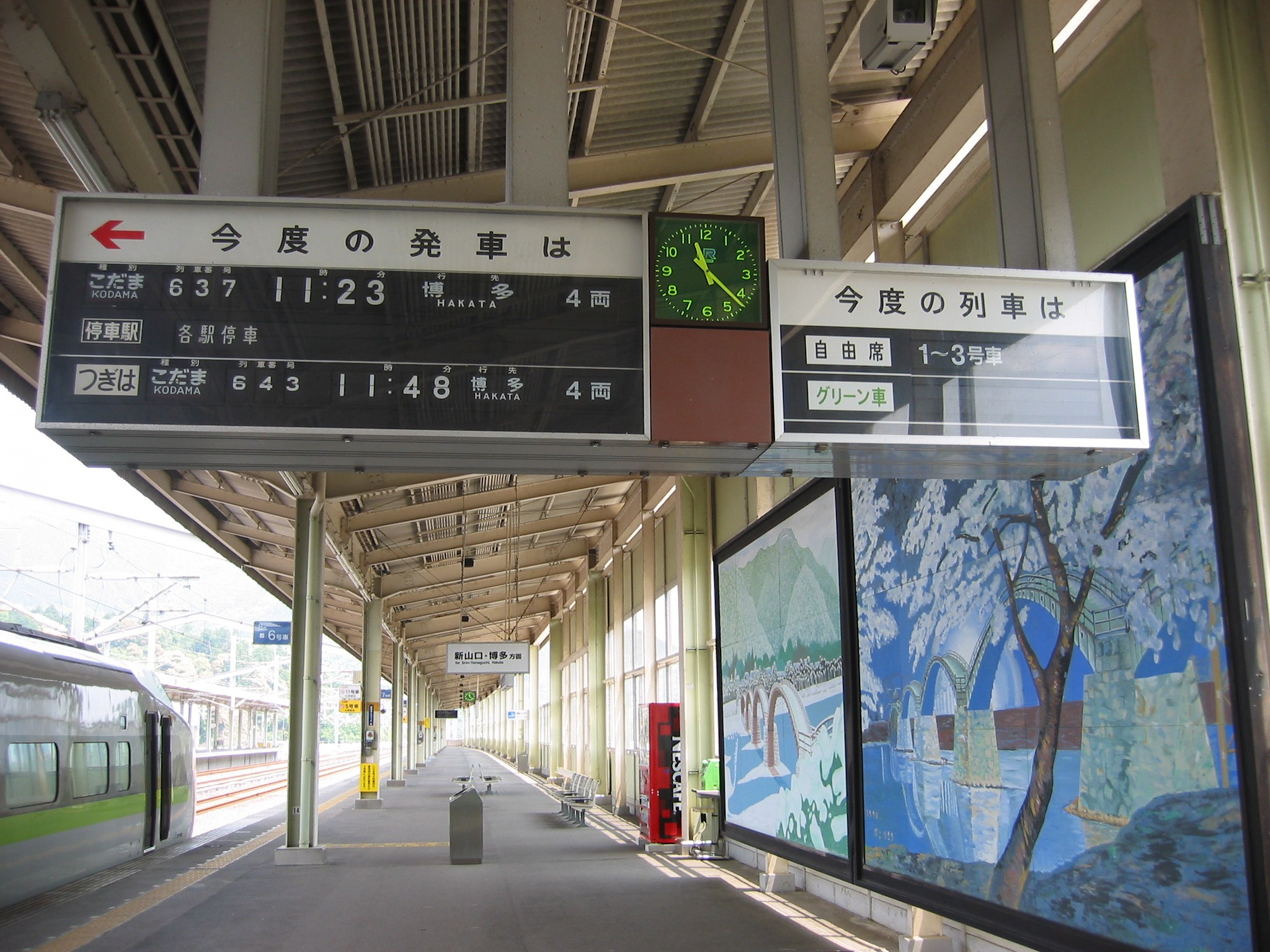
山陽新幹線 新岩国駅

### ブラウン管（CRT）式
ブラウン管（CRT）によるディスプレイを使う方式で、古くは1967年（昭和42年）に日本国有鉄道（国鉄、現：JR東海）名古屋駅、1971年（昭和46年）に名古屋鉄道新名古屋駅（現：名鉄名古屋駅）、それ以降東武鉄道、近鉄、南海、京急横浜駅などが導入したが、より薄型化が可能なLED式・LCD式等への置換が進み、現存しているものは僅かである。

### 発光ダイオード（LED）式
LEDディスプレイを用いる方式。長寿命で省エネ性に優れスクロールや点滅表示、表示内容の変更等が容易であることから、1990年代頃から上記に代わって増え始め、2017年現在主流の1つである。
3色表示（緑・橙・赤）のものが大半であるが、2000年代以降に入ってからはフルカラー表示に対応したものも普及している。

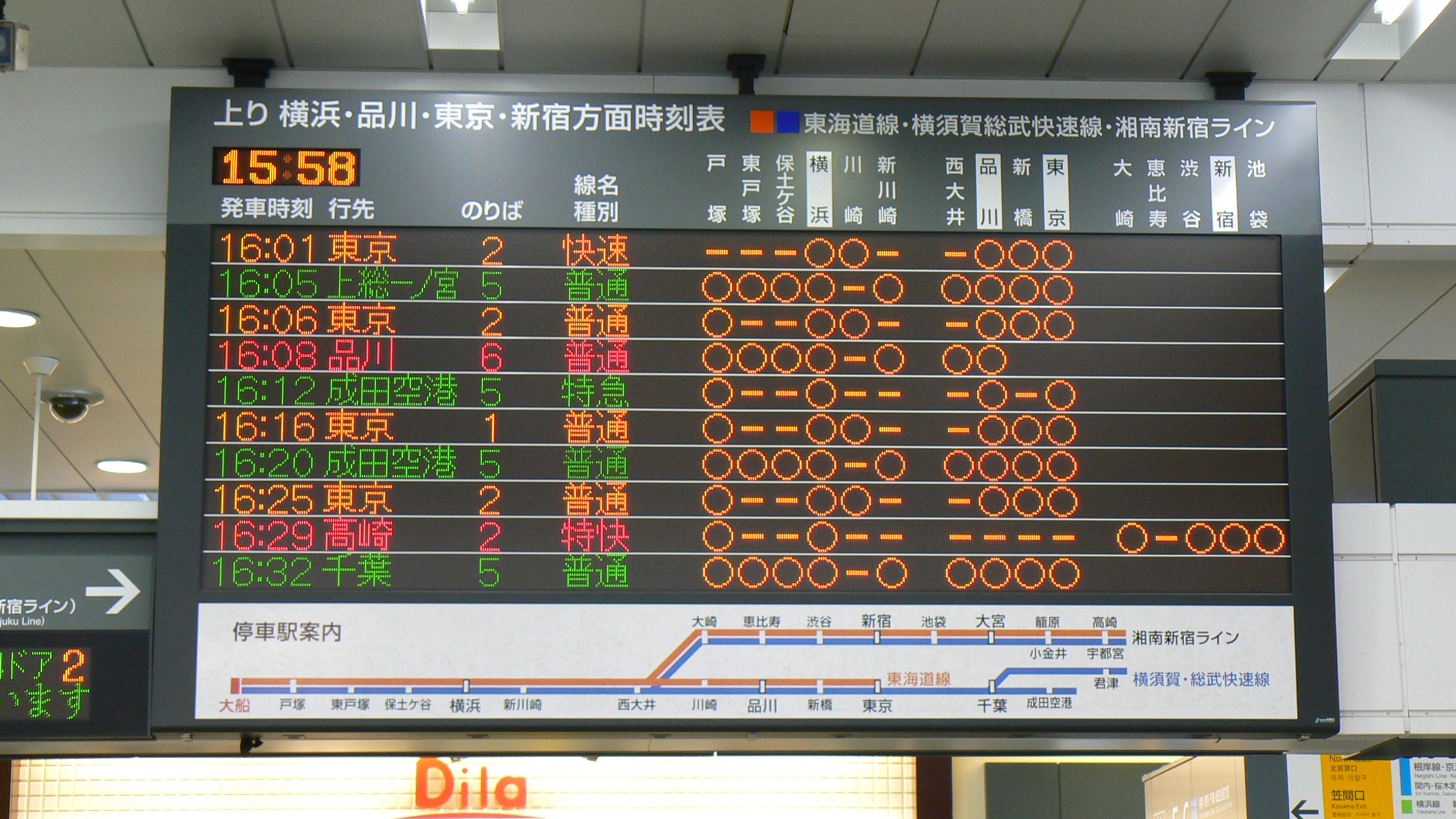
3色表示 JR東日本 大船駅
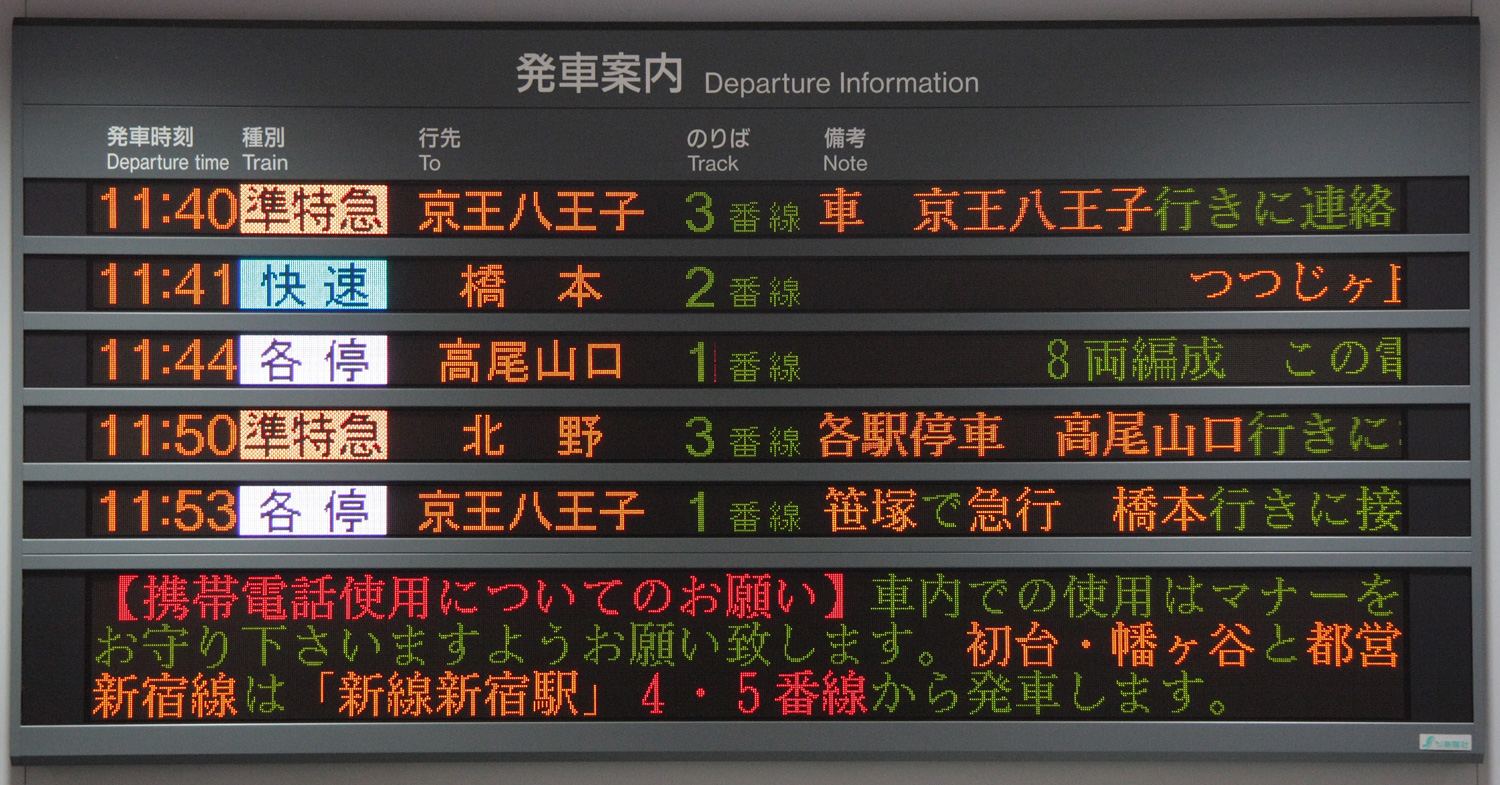
3色とフルカラーの組合せ表示 京王線 新宿駅
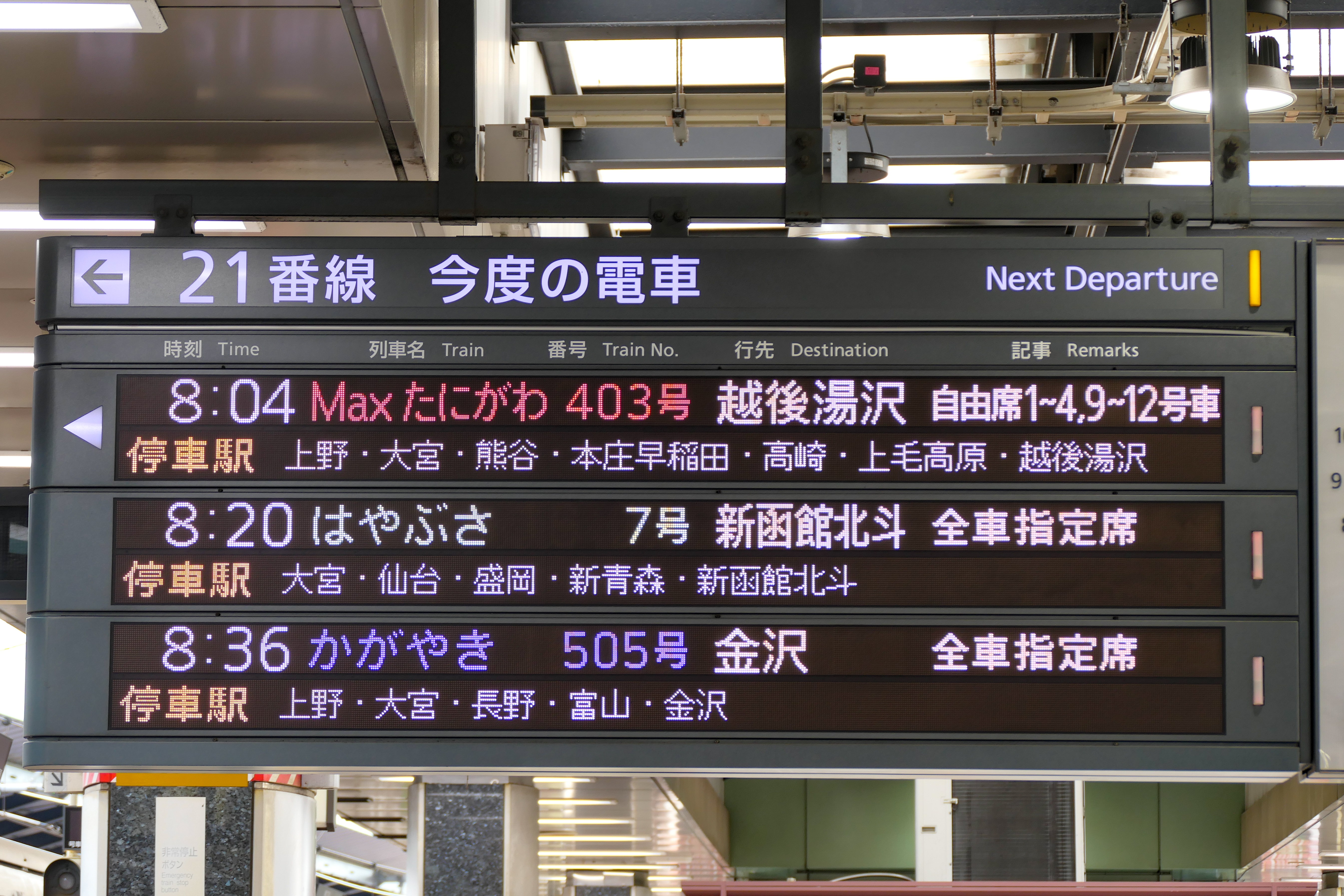
フルカラー表示 東北新幹線 東京駅

### 液晶ディスプレイ（LCD）式
LCDを用いる方式で、文字の他画像や動画等を表示することも可能。制御部のオペレーティングシステム(OS)には、Windows系が最も多く用いられており、デファクトスタンダードとなっている。取り扱える情報量が多いのが利点だがLED式や反転フラップ式に比べ消費電力が高くコストがかかり寿命が短いという欠点がある。このため主に利用者の多いターミナル駅等に設置されていることが多い。
初期のものでは、約10 cm角、24×24ドットで漢字1文字の表示が可能なTN型液晶パネルを複数組込んだ装置が1983年（昭和58年）頃に帝都高速度交通営団（営団地下鉄）で使用された記録がある。

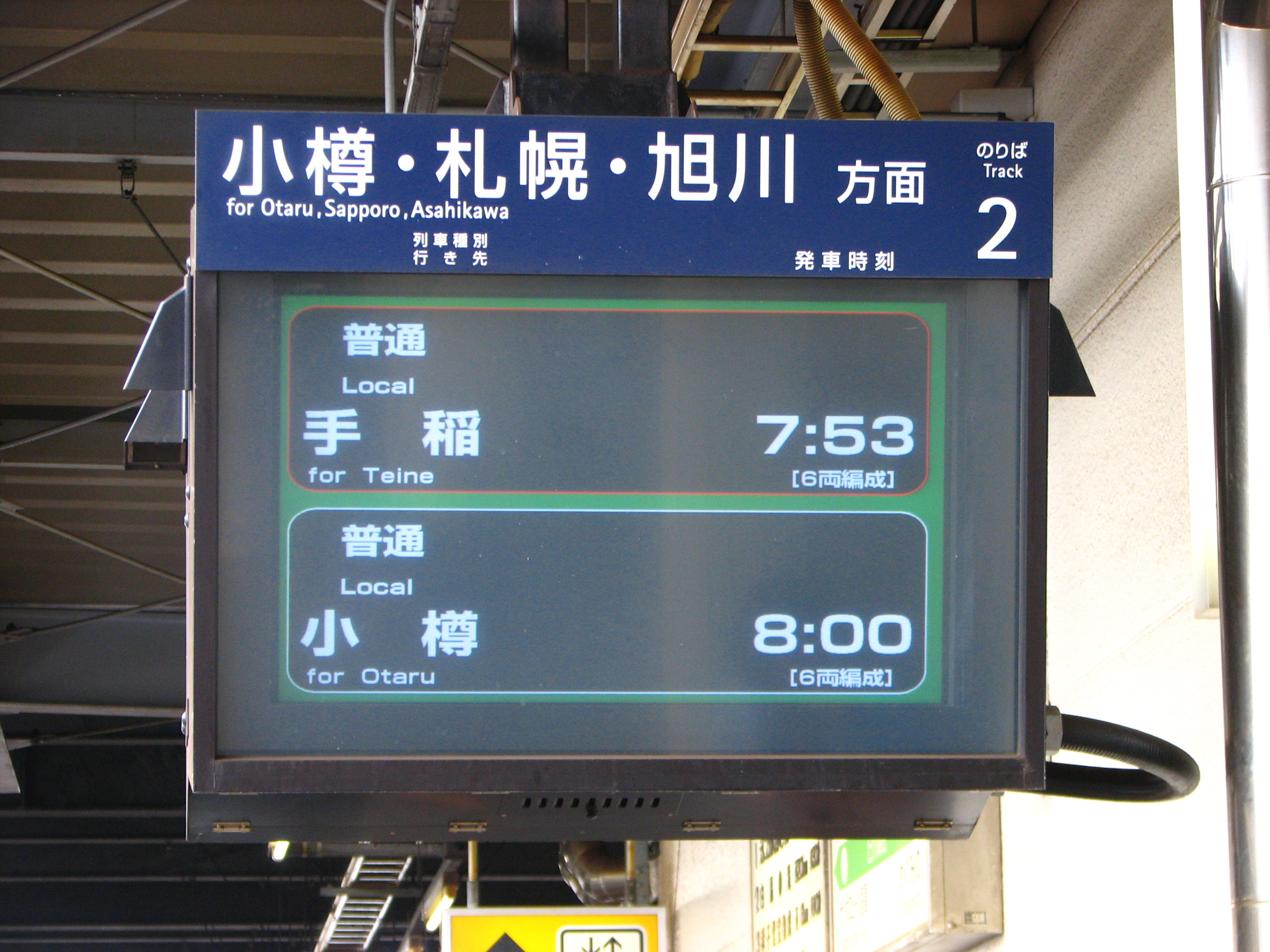
JR北海道 恵庭駅
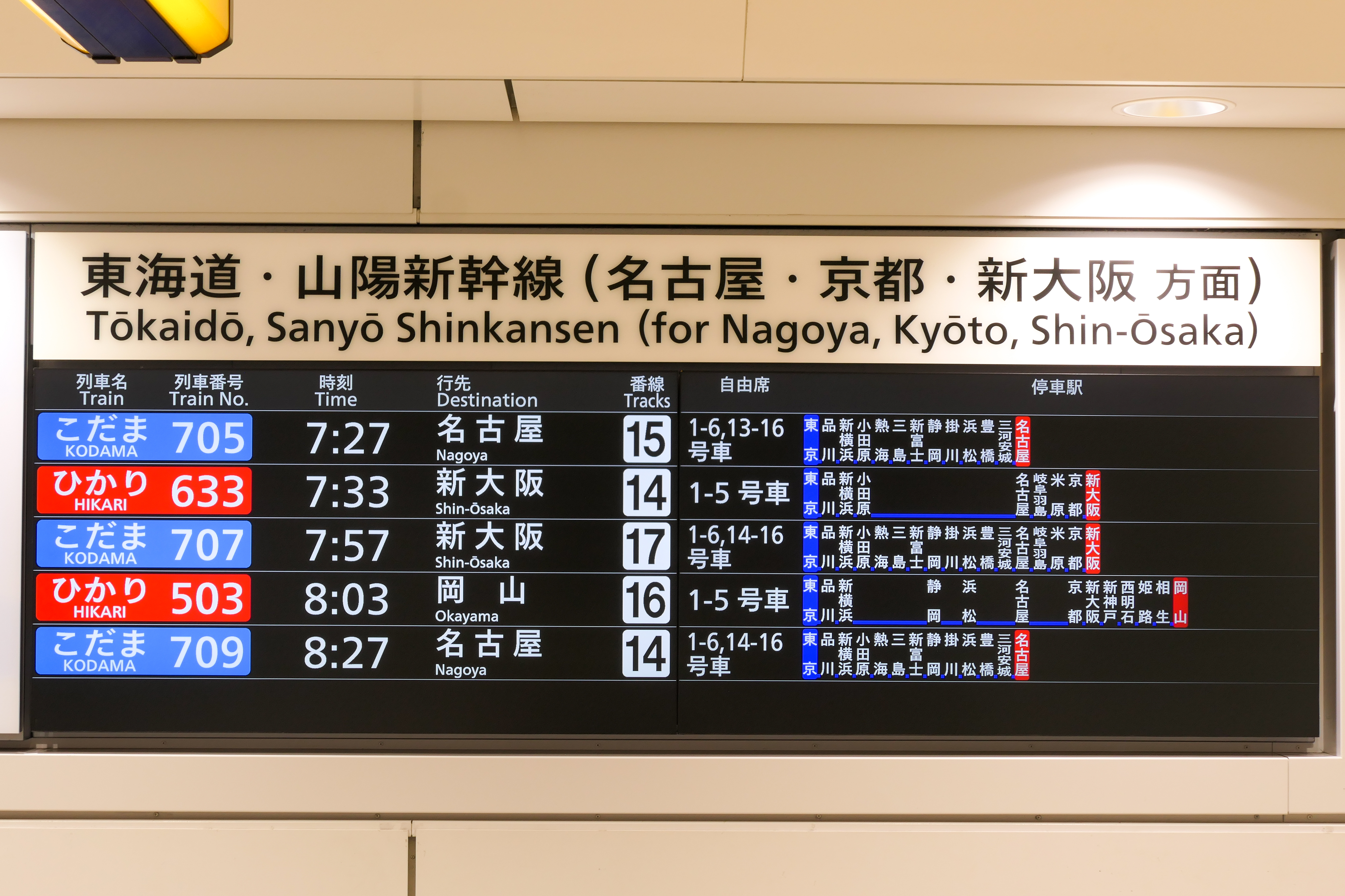
JR東海 東京駅
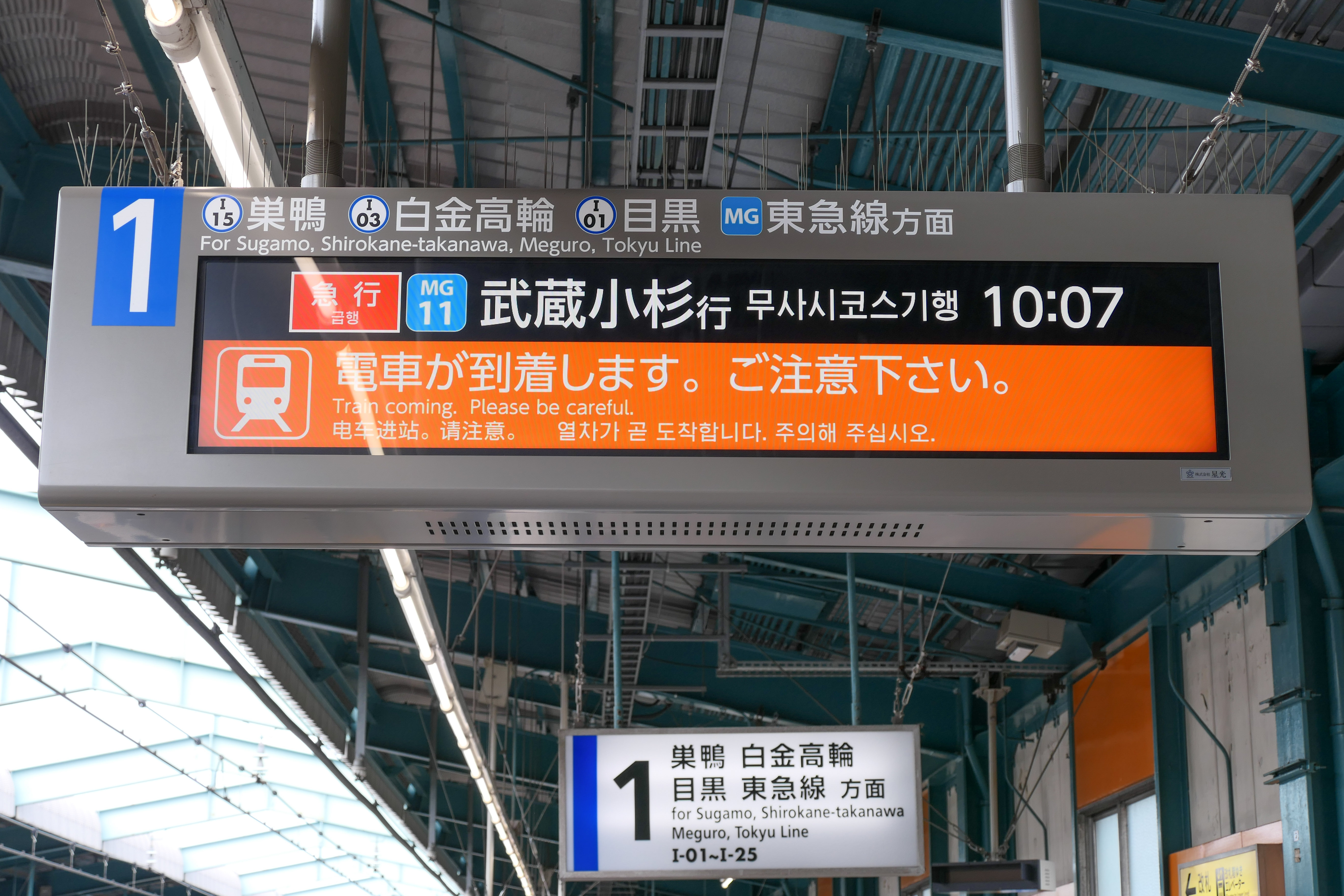
都営地下鉄 新高島平駅

### プラズマディスプレイ（PDP）式
PDPを用いる方式。

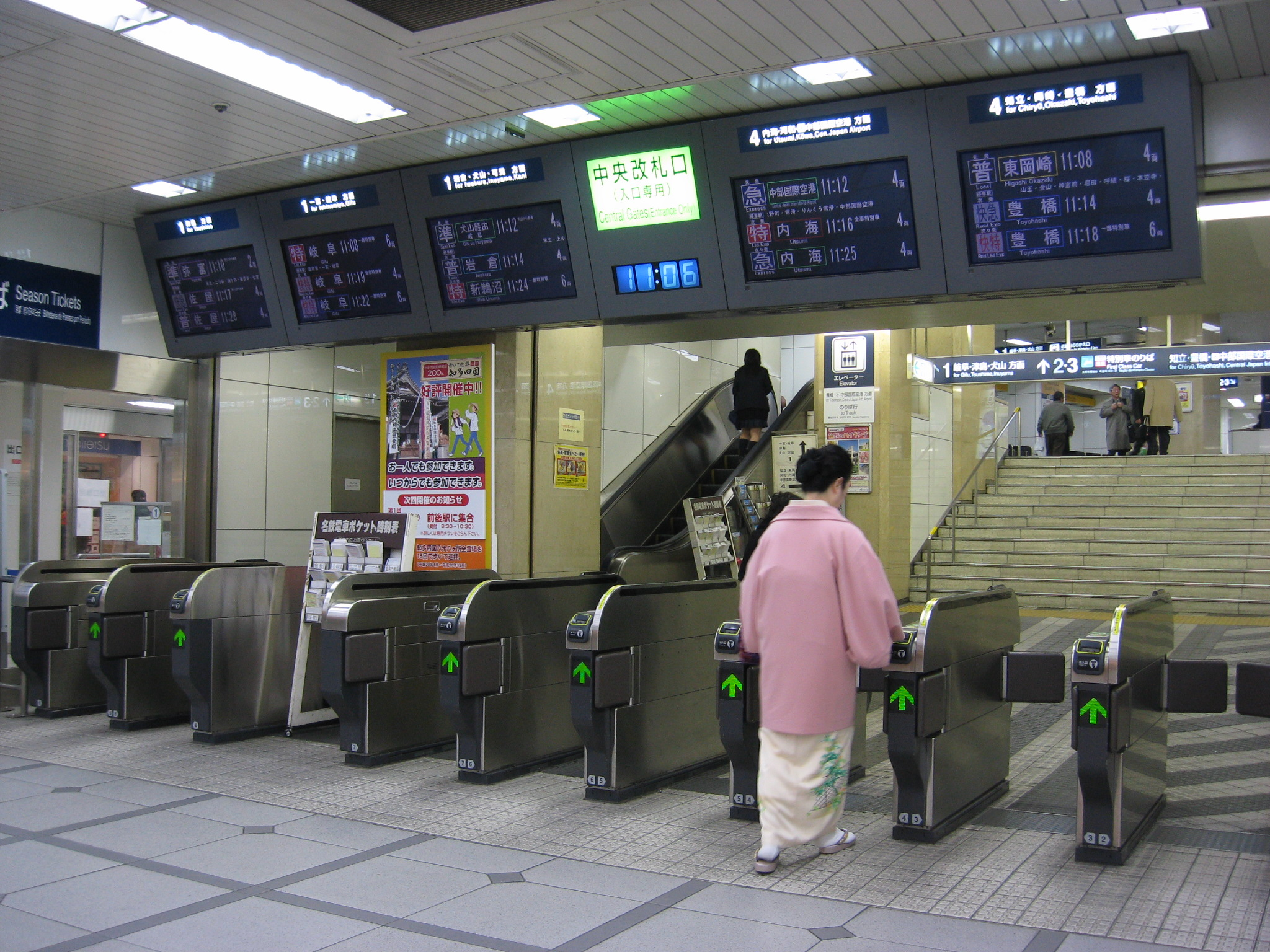
名鉄名古屋駅

### 光ファイバースクリーン式
光ファイバーによるスクリーンを用いる方式で、大型画面へのフルカラー表示が可能。日本では1993年（平成5年）に阪急大阪梅田駅（ラガールビジョン）に、1996年（平成8年）に京急上大岡駅にそれぞれ設置されていた。京急上大岡駅は2005年（平成17年）に、阪急大阪梅田駅は2006年（平成18年）にいずれもLED式に変更されたため、現存しない。

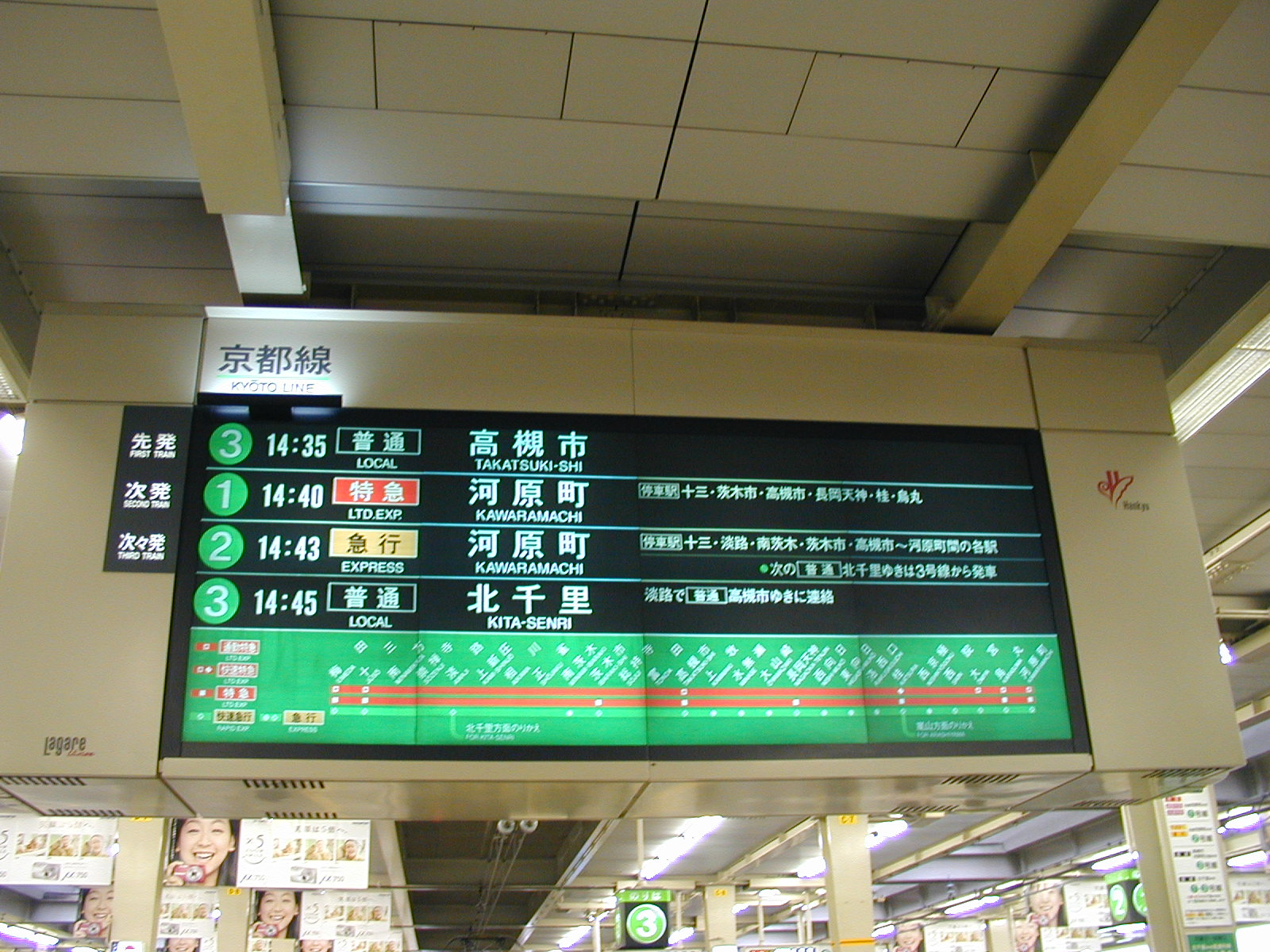
阪急 大阪梅田駅

## 発車順位表示
発車標には、可変表示部若しくは枠部分に発車順位が表記されることがあり、主に次の2方式に分けられる。多くは2番目あるいは3番目までの表示であるが、一部駅では4番目まで表示される。
- 方式1 : 先発→次発→次々発→その次[12]
- 方式2 : こんど→つぎ→そのつぎ→そのあと

多くの会社が方式1を採用している。方式2は西武鉄道や営団地下鉄（現・東京メトロ）など関東の一部鉄道会社で採用されており、関東独特の「わかりにくい」表記として扱われることもあった。但し、方式2は機器更新に伴い姿を消しつつある。また、発車標は上から時刻順であることが一般的なため、順位表記自体を省略することも多い。

## デジタルサイネージ
駅構内に時刻表や駅構内図、周辺地図等を表示するデジタルサイネージを設置する例も増えている。
特にディスプレイがタッチパネルになっていて利用者が操作出来るタッチパネル式デジタルサイネージもあり、利用者のタッチボタン操作の無い時に表示されている待機画面（広告、時刻表、交通情報、地図広告等）と操作画面に分けられる。
フランスリヨンのパールデュー駅に設置タッチパネル式デジタルサイネージは、待機画面でフランス国鉄（SNCF）の業務情報を表示し、タッチ操作により列車の在線案内、駅の構内図、出発・到着案内等が表示されるようになっている。
台湾台北駅に設置されているタッチパネル式デジタルサイネージは、駅の構内図、時刻表、列車運行情報等が4ヶ国語で検索出来るようになっている。

## 主な製造メーカー
発車標のみを専業で扱うメーカーは無く、大半が信号機・駅名標・その他広告関連の掲示板等の商品を共に営業展開している。
- 新陽社
- 日本信号
- 日本サイン
- 京三製作所
- 星光
- 富士通フロンテック（旧・富士通機電）
- てつでん（旧・ネステック）
- 大同信号
- パナソニック
- 三菱電機
- 西日本電機器製作所
- 札幌交通機械
- 小糸製作所
- 東芝